# Roland Aper
Pour les articles homonymes, voir Aper.
Roland Aper, né le 3 août 1940 à Roulers, est un coureur cycliste belge, professionnel de 1963 à 1965.

## Palmarès
- 1961
  - Circuit du Houtland
  - 2e du Circuit Het Volk amateurs
  - 3e du Zesbergenprijs Harelbeke
- 1962
  -  Champion de Belgique sur route indépendants
  - Heestert-Tournai-Heestert
  - Circuit de la Meuse
  - Circuit franco-belge
  - Circuit des régions frontalières
  - 3e du Circuit des régions flamandes des indépendants
- 1963
  - Tielt-Anvers-Tielt
  - 2e de Courtrai-Gammerages
  - 3e du Tour des Flandres des indépendants
  - 3e de Roubaix-Cassel-Roubaix
  - 3e du Grand Prix de Saint-Omer
- 1964
  - 3e du Circuit du Houtland-Torhout